# Żegrówko (przystanek kolejowy)
Żegrówko - wąskotorowy kolejowy przystanek osobowy w Żegrówku, woj. wielkopolskim, w Polsce.